# Александр (дьяк)
Алекса́ндр — путешественник, купец, дьяк великого князя Московского, по торговым делам был в Византии около 1395 года. Автор Хожения в Царьград в 1391—1396 годах.

## Биография
Иных сведений об авторе, кроме содержавшихся в «Хожении», нет. Цель его путешествия была связана с торговлей. В своём рассказе он упоминает патриарха Антония и императора Мануила II, из чего предполагается, что он находился там между 1391 и 1396 годом. Оказался свидетелем осады византийской столицы 1390 года Иоанном Калояном.
Александр оставил краткое описание своего путешествия в Царьград (Константинополь, ныне Стамбул) в XIV веке, известного также под заголовком «о Цариграде». Хожение состоит из вступления, краткого перечисления святынь и рассказа про разные достопримечательности, находящиеся в царьградских храмах и короткого Заключения. Среди описанных достопримечательностей: Софийский собор, церковь св. Апостолов, гробницы царя Константина и царицы Елены, храм Лазаря, Сергия и Вакха, Змеиная колонна, монастыри — Студийский, Мангана, св. Николая, Пантократора и др. В частности о монастыре святых Козьмы и Дамиана дьяк Александр пишет следующее: «… ту от мощей их есть, а главы в монастыре святаго пророка Даниила; а пророк Даниил во гробе, святый великий Никита во гробе, Роман певец во гробе».
Памятник дошёл в составе Летописи Новгородской IV. Его особенностью является его лаконичность. Труд недостаточно исследован как самостоятельный литературный памятник.

## Публикации
- Полное собрание русских летописей. — М., 1848. — Т. IV. — С. 357—358.
- Полное собрание русских летописей. — Л., 1925. — Т. IV, ч. 1, вып. 2. — С. 376—378.
- Сахаров И. П. «Сказания русского народа», СПб., 1849 т. II, часть 8-я, стр. 70—72[1];
- Alexander the Clerc. On Constantinople // Russian Travelers to Constantinople in the fourteenth and fifteenth centuries / By George P. Majeska. Washington, 1984, p. 156—165 (с пер. на англ. яз.)[2].